# مسابقات ایمسا فصل ۲۰۲۵
مسابقات خودروهای ورزشی ایمسا ۲۰۲۵ (که به دلایل حمایت مالی با عنوان قهرمانی خودروهای ورزشی ایمسا وترتک ۲۰۲۵ شناخته می‌شود) پنجاه و پنجمین فصل مسابقات اتومبیل رانی ایمسا است که توسط انجمن بین‌المللی ورزش‌های موتوری برنامه‌ریزی شده و برگزار خواهد شد، این فصل همچنین این دوازدهمین فصل مسابقات قهرمانی خودروهای ورزشی ایمسا از زمان ادغام سری مسابقات لمانز آمریکایی و سری خودروهای ورزشی رولکس در سال ۲۰۱۴ و دهمین فصل تحت حمایت مالی وترتک خواهد بود.

## کلاس‌ها
- گرند تورینگ پروتوتایپ (جی‌تی‌پی)، (ال‌ام‌دی‌اچ و ال‌ام‌اچ)
- لمانز پروتوتایپ ۲ (ال‌ام‌پی۲)
- جی‌تی دیتونا پرو (جی‌تی‌دی پرو)
- جی‌تی دیتونا (جی‌تی‌دی)

## تقویم
تقویم موقت مسابقات در ۱۵ مارس ۲۰۲۴ منتشر شد، ۱۱ مسابقه نسبت به سال گذشته بدون تغییر است.
| راند. | مسابقه                              | طول مسابقه | کلاس‌ها                      | پیست                           | مکان                     | تاریخ        |
| ----- | ----------------------------------- | ---------- | --------------------------- | ------------------------------ | ------------------------ | ------------ |
| 1     | ۲۴ ساعت دیتونا                      | ۲۴ ساعت    | همه                         | دیتونا اینترنشنال اسپیدوی      | دیتونا بیچ، فلوریدا      | ۲۵–۲۶ ژانویه |
| 2     | ۱۲ ساعت سیبرینگ                     | ۱۲ ساعت    | همه                         | پیست بین‌المللی سیبرینگ ریسوی   | سبرینگ، فلوریدا          | ۱۵ مارس      |
| ۳     | جایزه بزرگ آکورا لانگ بیچ           | ۱۰۰ دقیقه  | جی‌تی‌پی، جی‌تی‌دی              | پیست خیابانی لانگ بیچ          | لانگ بیچ، کالیفرنیا      | ۱۲ آوریل     |
| ۴     | Motul Course de Monterey            | ۱۶۰ دقیقه  | جی‌تی‌پی، جی‌تی‌دی پرو، جی‌تی‌دی  | وترتک ریسوی لاگونا سکا         | مونته‌ری، کالیفرنیا       | ۱۱ می        |
| ۵     | شورولت دیترویت اتومبیل اسپرت کلاسیک | ۱۰۰ دقیقه  | جی‌تی‌پی، جی‌تی‌دی پرو          | پیست خیابانی دیترویت           | دیترویت                  | ۳۱ می        |
| 6     | شش ساعت گلن ساهلن                   | ۶ ساعت     | همه                         | پیست بین‌المللی واتکینز گلن     | واتکینز گلن، نیویورک     | ۲۲ ژوئن      |
| ۷     | جایزه بزرگ شورولت                   | ۱۶۰ دقیقه  | ال‌ام‌پی۲، جی‌تی‌دی پرو، جی‌تی‌دی | پارک موتوراسپرت تای کانادا     | بومن‌ویل                  | ۱۳ جولای     |
| ۸     | آخرهفته خودروهای ورزشی ایمسا        | ۱۶۰ دقیقه  | همه                         | رود آمریکا                     | دریاچه الخارت، ویسکانسین | ۳ آگوست      |
| ۹     | چالش جی‌تی میشلین در وی‌آی‌ار          | ۱۶۰ دقیقه  | جی‌تی‌دی پرو، جی‌تی‌دی          | Virginia International Raceway | التون، ویرجینیا          | ۲۴ آگوست     |
| 10    | Tirerack.com Battle on the Bricks   | ۶ ساعت     | همه                         | ایندیاناپلیس موتور اسپیدوی     | اسپیدوی، ایندیانا        | ۲۱ سپتامبر   |
| ۱۱    | پتیت لمانز                          | ۱۰ ساعت    | همه                         | میشلین ریسوی رود آتلانتا       | برازلتون، جورجیا         | ۱۱ اکتبر     |

## ورودی‌ها

### گرند تورینگ پروتوتایپ (جی‌تی‌پی)
| تیم                    | شاسی      | موتور                        | شماره. | رانندگان | راندها |
| ---------------------- | --------- | ---------------------------- | ------ | -------- | ------ |
| پروتون کامپتشن         | پورشه ۹۶۳ | پورشه 9RD ۴٫۶ لیتر توربو وی۸ | 5      | نامشخص   | نامشخص |
| پروتون کامپتشن         | پورشه ۹۶۳ | پورشه 9RD ۴٫۶ لیتر توربو وی۸ | 5      | نامشخص   | نامشخص |
| پروتون کامپتشن         | پورشه ۹۶۳ | پورشه 9RD ۴٫۶ لیتر توربو وی۸ | 5      | نامشخص   | نامشخص |
| پورشه پنسکی موتوراسپرت | پورشه ۹۶۳ | پورشه 9RD ۴٫۶ لیتر توربو وی۸ | 6      | مت کمپبل | نامشخص |

### لمانز پروتوتایپ ۲ (ال‌ام‌پی۲)
مطابق با مقررات کلاس ال‌ام‌پی۲ از سال ۲۰۱۷، تمام خودروهای این کلاس از موتور وی۸ جی‌کا۴۲۸ شرکت گیبسون تکنولوژی استفاده می‌کنند.